# Problem finding
Il termine inglese problem finding, in italiano identificazione o individuazione del problema, indica una parte del processo mentale che porta alla risoluzione di un problema. Si tratta di quella fase che comprende l'individuazione e la definizione di una situazione problematica a partire proprio dalla decisione di fermarsi a pensare.
Nell'ambito delle ricerche cognitive (vedi Scienze cognitive) sulla risoluzione dei problemi, si teorizza che la capacità di scoprire un problema richieda apertura intellettuale e intuizione, requisiti che implicano l'utilizzo della creatività (aspetto che si delinea come fondamentale in questa prima parte del processo di risoluzione di un problema).
Trovare il problema può, a seconda dell'entità di quest'ultimo, risultare un passaggio più semplice o più complesso della risoluzione del problema stesso.

## Storia, ricerche e studi effettuati
Il merito di aver stabilito le radici intellettuali del problem finding è di tre studiosi statunitensi Charles Peirce, Herbert George Mead e John Dewey, considerati anche i fondatori, tra il XIX e il XX secolo, del pragmatismo, attraverso il quale si predilige un atteggiamento mentale di ricerca delle soluzioni applicabili ai problemi che vengono affrontati in maniera concreta anziché in forma teorica. Successivamente quello che si conosce del problem finding deriva dagli studi sul processo creativo e sul processo di soluzione ai problemi.
Nei primi anni del 1970, Jacob Getzels e Mihály Csíkszentmihályi hanno condotto uno studio sulle modalità pratiche utilizzate dagli artisti nello scoprire, creare, e nel formulare un problema. Dalla ricerca condotta su un campione di 31 studenti di belle arti, hanno osservato come i comportamenti di problem finding erano fortemente legati al grado di originalità e al valore estetico dei prodotti risultanti, così come al livello di successo artistico ottenuto a lungo termine.
L'esperimento portò alle seguenti conclusioni:
1. il problem finding può essere studiato oggettivamente,
2. ci sono differenze individuali nel problem finding così come ci sono nel problem solving,
3. vi è una relazione positiva tra la qualità della soluzione che viene raggiunta e la capacità di problem finding, caratteristica che sembra essere duratura[3].

Getzels riprende Einstein sostenendo che la formulazione di un problema è spesso più importante della soluzione stessa. Successivamente studiando il comportamento dei dirigenti scolastici, dal punto di vista del problem finding, ha potuto ribadire che l'attenzione deve essere rivolta non solo alla parte finale del prodotto o della soluzione, ma anche, dato che la qualità della soluzione è in funzione della qualità dei problemi, a come i problemi si trovano.
Un altro gruppo di studiosi, Okuda, Runco & Berger ha cercato di determinare una misura delle abilità di problem finding o problem construction attraverso un campione di 91 studenti delle scuole elementari. "Le correlazioni risultanti indicarono che il problem finding è stato il singolo miglior predittore delle attività creative realmente attuate".
Mihaly Csikszentmihalyi (1999) ha condotto uno studio longitudinale in 30 anni sul processo creativo in relazione al problem finding scoprendo che "il processo creativo incomincia quando una persona si interessa, si incuriosisce o si preoccupa per qualcosa: è a quel punto che può iniziare la formulazione del problema".
Nonostante l'evidente importanza che i problemi hanno nello stimolare il pensiero e nel guidarlo verso nuove soluzioni, si conosce ancora molto poco al riguardo di come i problemi stessi vengano trovati e formulati.

## Problem finding nel processo di risoluzione di un problema
Le fasi che compongono il processo che porta dal problema alla soluzione sono: problem finding, problem posing, problem setting, problem analysis, problem solving, decision making e decision taking.
La prima fase è il problem finding che si attiva nel momento in cui ci troviamo davanti ad una situazione di squilibrio tra obiettivi e bisogni-desideri e che richiede un primo atto cognitivo, quello di fermarsi a pensare per definire e delineare le caratteristiche del problema.
Questo si conclude nel problem posing ovvero quella fase, che alcuni includono nel problem finding, in cui si delinea la forma/posizione del problema (lett. porre, mettere in posa), si cerca di definirne i limiti spazio-temporali e delinearne una configurazione cognitiva.
Successivamente, si passa al problem setting (lett. stabilire, regolare) in cui si pongono anche tutti quei riferimenti come il grado di difficoltà, le situazioni, persone, oggetti coinvolti, individuando tutto ciò su cui possiamo intervenire e preparando una sorta di trampolino di lancio per la ricerca della soluzione.
Il problem analysis (lett. analizzare) consiste in una scomposizione del problema in cui i vari elementi dello stesso vengono presi in considerazione uno ad uno, per favorire una piena comprensione della situazione. Questo passaggio è importante per comprendere quanto i vari fattori individuati agiscano nella situazione e come la influenzino in un verso o in un altro, sia dal punto di vista delle cause, sia dal punto di vista degli effetti o conseguenze.
A questo punto, per un'efficace risoluzione, si può utilizzare il metodo S.M.A.R.T. descritto da Peter Drucker nel suo libro The Practice of Management (1954). Esso definisce nel dettaglio tutti i passaggi da svolgere per una precisa focalizzazione dell'obiettivo e per una valida pianificazione dei passaggi da affrontare (S: Specific-Specifico, M: Measurable-Misurabile, A: Achievable-Raggiungibile, R: Realistic-Realistico, T: Time Related-Temporizzato).
Il problem solving (lett. risolvere, sciogliere il problema) è il passaggio in cui si individuano le leve che portano al cambiamento e si elaborano le strategie per metterle in movimento, in questo passaggio è importante l'utilizzo dell'immaginazione creativa che permette di generare un ventaglio di soluzioni.
Al decision making (lett. costruire, formare la decisione) si giunge se il processo si è dimostrato, come spesso accade, molto fruttifero e generativo e con l'identificazione di molteplici soluzioni; prendendo in esame le diverse possibilità e alternative, la persona compie una cernita, mantenendo la strada più valida ed efficace per la risoluzione della problematica.
Ultima parte è quella di decision taking (lett. prendere, adottare una decisione) che risulta essere la più concreta del processo e produce effettivamente il cambiamento al problema, che permette di risolvere la situazione.
Una capacità utile a sostegno del percorso di risoluzione di un problema è il problem talking che viene definita come abilità di comunicare, esprimere, esplicitare e spiegare il problema in tutte le varie fasi.

## Problem findinge creatività
La capacità di problem finding inizia quando davanti ad una situazione ci si sofferma a pensare e si cerca di dare risposta ad alcune domande che sorgono, per esempio: “Dov'è o qual è il vero problema da risolvere?” “Quali sono i fattori implicati e gli aspetti collegati ad esso?”.
È a questo punto che il nostro processo di pensiero necessita di poter trovare il modo per definire il problema in modo migliore, preciso, nuovo, originale, prendendo in considerazione il maggior numero di punti di vista e successivamente cercando di valutare e di intravedere le soluzioni per fare passi in avanti in direzione di un efficace problem solving. Per riuscire a fare questo diventa fondamentale il modo in cui si utilizza il pensiero creativo.
L'utilizzo del pensiero può essere solleticato da passaggi significativi di alcune modalità che indichiamo come creatività.
La didattica della creatività si muove su delle linee basate su alcuni passaggi significativi:
- dai prodotti ai processi;
- dalla soluzione di alcuni problemi (utilizzando metodi standard) alla scoperta dei problemi;
- dalle definizioni (già preordinate) alla ricerca di orizzonti di senso (trovando nuove costruzioni di senso);
- dai contenuti confezionati in sequenze logiche (secondo modalità già in uso), ad una nuova costruzione di ipotesi secondo una psicologia di sviluppo e di apprendimento;
- dalla conoscenza di teorie alla costruzione di ipotesi fondate sulla logica delle buone ragioni.

La parola "pensare" ha un ventaglio semantico molto ampio, Dewey si sofferma in particolare su:
1. Qualunque cosa ci venga in mente e in cui siamo competenti;
2. Pensare a qualcosa che è assente dai sensi in contrapposizione all'immediatezza dell'esperienza;
3. Pensare è uguale a giudicare come vero sulla valutazione di una qualche ragione.

Ciò che separa il punto 2 dal 3 è il peso che si dà alle giustificazioni. Nel punto 2 è possibile inventare storie fantastiche mentre nel punto 3 il pensiero segue la logica di una qualche riflessione. Nel pensiero riflessivo, infatti, è condizione essenziale includere delle relazioni rispettando le regole. Anche se ciò può sembrare insolito, questo tipo di pensiero è un'eccezione e non una regola, perché si tende a non pensare piuttosto che a farlo in modo riflessivo. La creatività è l'esatto opposto di questa naturale indolenza del pensiero ed è particolarmente importante attivarsi per l'educazione del pensiero creativo. La didattica della creatività rivolge una particolare attenzione alla formazione del pensiero, che non riguarda i contenuti ma le procedure. Quindi, bisogna cercare di utilizzare i contenuti disciplinari in modo alternativo e a non classificarli con un processo di pensiero su ciascuna disciplina.
Il trasferire l'attenzione dai prodotti ai processi passa per una fase problematica: serve una scossa. Quando un'azione si arresta allora la mente si attiva alla riflessione. Ciò che ci fa cadere, generalmente, è un'azione improvvisa, sorprendente. Il nostro cervello cerca immediatamente soluzioni già conosciute, ma se questo stimolo non corrisponde a nessuna conoscenza già preordinata, allora, scatta l'allarme che ci impone di pensare in modo produttivo e divergente. Si diventa olistici, lasciando aperte tutte le porte dell'apprendimento e aperti al dialogo.

## Tipologie diproblem finding
Ogni individuo che decide di fermarsi a pensare ed a riflettere al fine di individuare o di imbattersi in una situazione problematica può distinguere tre casi di problem finding:
1. Il problema è dato ed è presentato da persone terze in modo chiaro e lineare, con un metodo per la sua risoluzione conosciuto e una soluzione già sperimentata e padroneggiata da altri, se non ancora appresa da chi si prepara a risolverlo. Un banale esempio che tutti noi abbiamo sperimentato durante gli anni della scuola è quello dei “problemi di geometria” nei quali ci venivano forniti dei dati su cui calcolare aree e perimetri: nei casi più semplici bastava applicare la formula per giungere al risultato, talvolta, invece, era necessario ricavare dei dati da altri, applicando più formule per poter risolvere in maniera adeguata il problema.
2. Il problema esiste ma non viene presentato come tale da altri, bensì viene scoperto direttamente dall'individuo. La sua formulazione può essere stata esplicitata chiaramente o meno, il metodo per risolverlo può essere o meno già stato trovato e la soluzione può essere o meno già conosciuta. Un esempio di tale caso può essere la scoperta dei raggi X: guardando un'illustrazione fotografica fosca Roentgen, invece di trovare in ciò solo una seccatura come avevano fatto altri prima di lui, si chiese perché la fotografia fosse così nebbiosa. Ciò diede l'avvio all'identificazione del problema che permise di scoprire i raggi X.
3. Il problema non sussiste finché qualcuno non lo crea/inventa. Ovviamente non sono ancora state apprese né la sua soluzione né un possibile metodo per giungervi. Molti scienziati, come molti artisti, immaginano/creano problemi dove questi ancora non esistono per poter scoprire/inventare nuovi metodi, nuove soluzioni, nuovi orizzonti.

## Metodologie
Il modello essenziale con il quale si svolge il processo di problem finding consta di tre fasi principali:
1. ANALIZZARE LE INTERCONNESSIONI: Dato che ogni cosa/fatto/azione è necessariamente collegata direttamente o indirettamente ad altre che possono esserle simili o meno, il problem finder deve cercare di pensare in maniera analitica al fine di sviscerare il problema secondo le molteplici connessioni che interessano i vari aspetti che lo compongono. In questa fase ci si può avvalere di metodologie quali, ad esempio, il brainstorming, il focus group, la creazione di diagrammi, ecc.
2. ESAMINARE I PROBLEMI POSSIBILI ED ALTERNATIVI: In tale fase colui che si accinge a risolvere il problema deve, con la maggior creatività, apertura mentale e libertà possibili, cercare di porsi il maggior numero di domande su tutto ciò che riguarda la situazione che deve affrontare (ad esempio sulle cause che portano alla situazione problematica, sulle sue conseguenze, sulle percezioni inerenti alla questione,…).Ciò che si propone questa fase è di non fermarsi alla prima conformazione che il problema assume data dalle prime impressioni, bensì di esplorarlo particolareggiatamente per poter così essere certi di aver trovato quello corretto. Infatti, anche se i problemi che si presentano sono simili, spesso accade che vi si applichino soluzioni pre-confezionate ed utilizzate in problemi precedenti con il rischio di utilizzare “la soluzione giusta al problema sbagliato”.
3. PORRE LE GIUSTE DOMANDE: Dopo aver creato un elenco esaustivo dei possibili interrogativi riguardanti il problema, il problem finder deve scegliere la migliore, la più corretta, la domanda che centra il cuore della questione e che può spalancare le porte a una vasta serie di quesiti connessi a quello che si tenta di risolvere.

Un approccio semplificato è quello proposto nel metodo APS da Ivan Fantin, illustrato nel suo libro Applicare il Problem Solving (2013) che si snoda attraverso due fasi:
1. WHEN: ricostruzione degli accadimenti mediante l'utilizzo dell'asse del tempo e del rapporto causa-effetto di ognuno di essi
2. WHAT: individuazione del rapporto causa-effetto più significativo, attraverso cui impostare la misurabilità del problema

A questi due passaggi propri del Problem Finding seguono gli altri passi propri della metodologia di problem solving nella sua interezza.